# Jo Son-hwa
Jo Son-hwa (ur. 16 lutego 1990 r. w Pjongjangu) – północnokoreańska bokserka, brązowa medalistka mistrzostw świata i srebrna medalistka igrzysk azjatyckich. Występowała w kategoriach od 57 do 60 kg.

## Kariera
W 2018 roku wzięła udział w igrzyskach azjatyckich rozegranych w Dżakarcie i Palembangu. W rywalizacji do 57 kg zdobyła srebrny medal, przegrywając w finale z Chinką Yin Junhua 1:4. W poprzednich walkach wygrała z Huang Hsiao-wen reprezentującą Chińskie Tajpej, Sonię Lather z Indii oraz Mongolkę Bolortuul Tumurchujag. W listopadzie zdobyła brązowy medal na mistrzostwach świata w Nowym Delhi. W półfinale przegrała z reprezentantką gospodarzy Sonią Chahal. W poprzedniej rundzie wyeliminowała Australijkę Skye Nicolson.